# Saeed Poursamimi
Pour les articles homonymes, voir Poursamimi.
Saeed Poursamimi, né le 29 février 1944 à Téhéran (Iran), est un acteur iranien.
Il fait ses débuts en 1987 dans Capitaine Khorshid réalisé par Nasser Taghvai.
Il détient le record du plus grand nombre de prix Simorgh de cristal pour un  acteur de soutien avec trois récompenses,.

## Filmographie partielle

### Au cinéma
- 1975 : Mir Nassir va ghool-e negoonbakht
- 1984 : Tohfeha : Tavassol
- 1987 : Capitaine Khorshid (Nakhoda Khorshid) :
- 1988 : Hey Joe! : Jafar Panahi
- 1988 : Ta ghoroob
- 1991 : Pardehe Akhar
- 1992 : Del Shodegan : Naser Khan Deylaman
- 1993 : Abadani-Ha : Darvish
- 1995 : Chehre : Gholamreza Maveddat
- 1996 : The Land of the Sun : Lefteh
- 1997 : Jahan Pahlevan Takhti : The Unknown Old man
- 1998 : The Ugly and The Beautiful : The Rebels' Boss
- 1999 : Iran saray-e man ast : Karmand
- 1999 : Nasl-e Sookhte : The Old Prince
- 1999 : Eshgh-e Taher : Ferti/Mohandes Minavi
- 2000 : Bride of Fire : The lawyer
- 2002 : Inja cheraghi roshan ast
- 2003 : The Fever : Yar-Mohamamd
- 2004 : The Equation : Ali-Morad
- 2007 : Lonesome Trees : Roshan
- 2007 : The Painting
- 2007 : The Rules of the Game : Esrafil Khan/Biyuk Ghoraze
- 2011 : A Cube of Sugar : Uncle Ezzatolah
- 2012 : Kissing the Moon-Like Face
- 2018 : Columbus de Hatef Alimardani
- 2020 : Amphibious
- 2022 : Leila et ses frères (Leila's Brothers)

## Récompenses et distinctions
- Simorgh de cristal du meilleur second rôle pour Naghmeh-ha - 1986
- Simorgh de cristal du meilleur second rôle pour Pardeh-ye Akhar - 1990
- Tandisse d'or du meilleur premier rôle pour Sarzamin-e Khorshid - 1997
- Prix Hafez pour toute la carrière cinématographique - 1997